# Dictionary of Greek and Roman Biography and Mythology
El Dictionary of Greek and Roman Biography and Mythology (Diccionari de biografia i mitologia grega i romana) és una enciclopèdia o diccionari biogràfic del 1849, tot i que fou publicat originalment el 1844 sota un títol lleugerament diferent. Editat per William Smith, el diccionari consta de tres volums i 3.700 pàgines. És una obra clàssica de la lexicografia del segle xix. L'obra està relacionada amb el Diccionari d'Antiguitats gregues i romanes i el Diccionari de la geografia grega i romana de Smith.

## Autors i abast

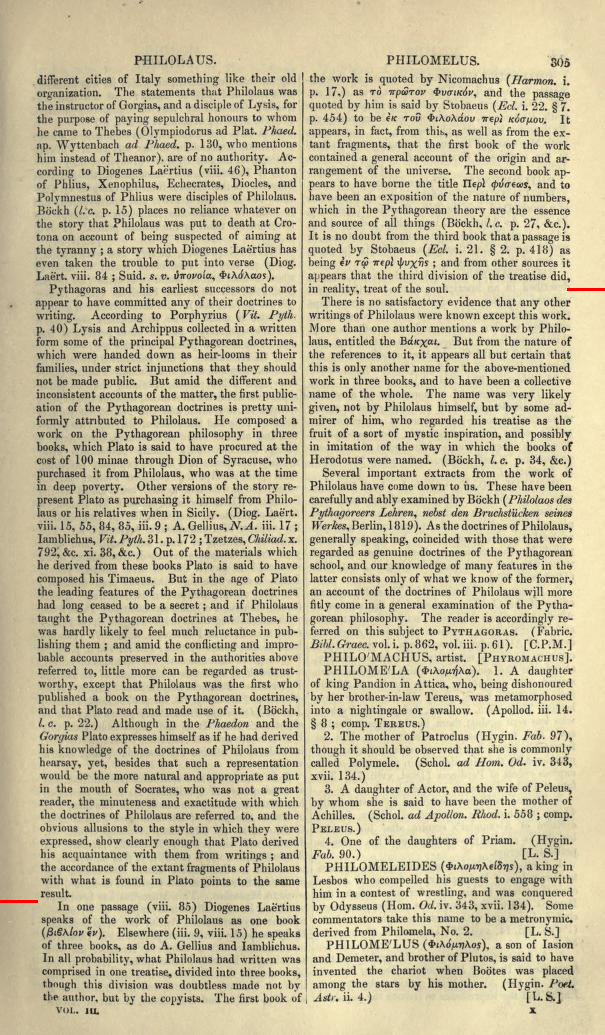
Fragment del llibre de Filolau de Crotona Pythagoras (Charles Peter Mason, 1870)

El treball enumera trenta-cinc autors a més de l'editor, que també és autor d'algunes definicions i articles. Els autors eren estudiosos clàssics, principalment d'Oxford, Cambridge, Rugby School i de la Universitat de Bonn, però alguns eren d'altres institucions. Moltes de les participacions sobre mitologia van ser obra de l'expatriat alemany Leonhard Schmitz, que va ajudar a popularitzar l'ensenyament clàssic alemany a Gran Bretanya.

Pel que fa a les biografies, Smith pretenia ser exhaustiu. Al prefaci, escriu: 
 Els articles biogràfics d'aquest treball inclouen els noms de totes les persones de qualsevol importància que apareixen en els escrits dels escriptors grecs i romans, des dels primers temps fins a l'extinció de l'Imperi Occidental l'any 476 de la nostra eèpoca i fins a l'extinció de l'Imperi Oriental per la captura de Constantinoble pels turcs l'any 1453. 
 Samuel Sharpe pensava que Edward Bunbury havia plagiat la seva obra, tal com ell va escriure a la seva entrada al diari el 3 de setembre de 1850: 
 Sens dubte, em vaig sentir mortificat per la lectura dels articles sobre els Ptolomeus al "Diccionari de la biografia clàssica" del Dr. Smith. Tots van ser escrits per E. H. Bunbury amb l'ajut de la meva "Història d'Egipte", i sense cap reconeixement, encara que fins i tot va prendre prestat el volum del meu germà Dan per tal de fer-ho. 
 En obres més recents s'ha fet referència a moltes de les definicions i articles del diccionari, i Robert Graves ha estat acusat de '"trobar-hi les seves impressionants referències de fonts directes i no comprobades" en escriure Els mites grecs.

## Ús actual
El treball és ara de domini públic i està disponible a diversos llocs d'Internet. Tot i que encara són àmpliament precisos (poques vegades els textos antics s'han esmentat de manera tant clara com per justificar un canvi biogràfic), hi manquen moltes dades, sobretot descobriments més recents (com la Constitució d'Atenes d'Aristòtil, o el desxiframent del lineal B) i el material epigràfic. El context en què es veuen a principis del segle XXI les evidències antigues ha canviat sovint en el segle i mig que fa que es va escriure.